# Pastiche
En pastiche (fransk – it.: pasticcio, postej, af pasta, dej) er et værk, enten i form af visuel kunst, litteratur, teater eller musik, der bevidst efterligner kunstværker eller en kendt kunstners arbejde eller en tidsperiode eller genres udtryk. Men i modsætning til en parodi, som har til formål at latterliggøre værket eller genren den er baseret på, søger en pastiche i stedet at hylde værket eller genren.
Udtrykket har især været brugt for de, navnlig på de italienske scener, tidligere forekommende sammenskrabs-operaer, der var sammenflikket af musikstykker, arier eller hele scener af forskellige ældre operaer og forskellige komponister og forsynet med ny tekst.